# Külama
Koordinaten: 58° 44′ N, 22° 32′ O
Külama ist ein Dorf (estnisch küla) in der Landgemeinde Hiiumaa (bis 2017: Landgemeinde Emmaste). Es liegt auf der zweitgrößten estnischen Insel Hiiumaa (deutsch Dagö).

## Einwohnerschaft
Külama (deutsch Küllama) hat 22 Einwohner (Stand 31. Dezember 2011).

## Geographische Lage
Külama liegt im Westen der Insel Hiiumaa, etwa 7 m über dem Meeresspiegel. Es befindet sich unweit der kleinen Weiler Kabuna und Sinima sowie der Bucht Vanamõisa im Westen und dem Hafen von Sõru südlich.